# La Jolla
La Jolla é uma estância balneária localizada na cidade californiana de San Diego, Estados Unidos. Atualmente conta com aproximadamente 43 mil residentes.

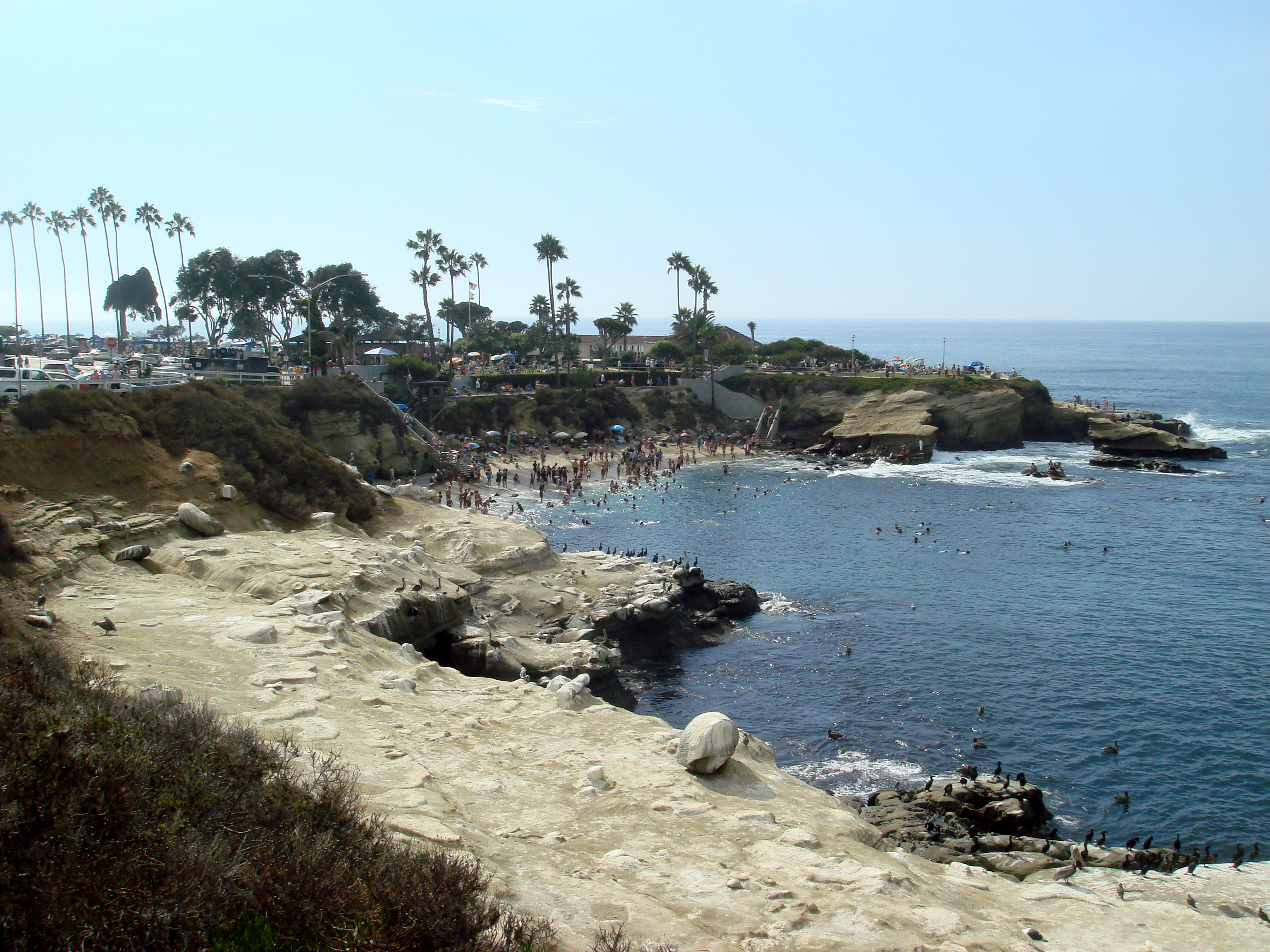
Enseada de La Jolla